# Bryggeriet Slotsmøllen
Slotsmøllen var et bryggeri beliggende tæt på Koldinghus i Kolding.
Oprindeligt var Slotsmøllen blevet grundlagt som kornmølle i 1570 af Christian 3.s dronning, Dorothea, der residerede på Koldinghus. I forbindelse med kornmøllens drift blev Slotssøen anvendt som mølledam. Slotsmøllen var ejet af kronen frem til 1765, hvor den blev solgt til private.
I 1872 blev Aktieselskabet Slotsmøllens Fabrikker stiftet. På daværende tidspunkt omfattede selskabet driften af bryggeri, malteri, gødningsfabrik og et bageri. Den første øl sælges i 1852, og den første bayerske øl blev brygget i 1882, og i 1894 begyndte man brygningen af pilsnerøl. I 1924 kom den første Slots Pilsner, som var det ølmærke, Slotsmøllen senere blev kendt under. Produktionen af sodavand blev begyndt i 1907.
Salget af Slotsmøllens egne mærkevareøl var dog faldende. I 1981 blev bryggeriet leverandør til Dansk Discount A/S (Fakta), og Slots Pilsner blev efterhånden mest kendt som en discountøl, der blandt andet blev solgt i store mængder syd for grænsen i forbindelse med grænsehandel. Bryggeriet blev solgt til Albani i 1986, som valgte at lukke Bryggeriet Slotsmøllen i 1999. Slots Pilsner blev herefter produceret af Maribo Bryghus, der også var ejet af Albani.

## Bygningerne
I 1950'erne var Slotsmøllens areal tæt på at blive eksproprieret. Virksomheden lå i vejen for behovet for parkeringspladser og en modernisering af den indre by. For at løse det, solgte Bryggeriet en fjerdedel af sit areal, og flere bygninger blev sløjfet, og virksomheden blev samlet i en mere kompakt masse. En ny administrationsbygning og bryghus stod færdig i 1969 
Der blev bygget nye bygninger i 1967, tegnet af Henning Noes-Pedersen. 
I foråret 2004 blev de gamle bygninger revet ned for at give plads til blandt andet et nyt bibliotek.

## Andet
De nuværende gader omkring den gamle Slotsmølle har navne fra forhenværende forpagtere af Slotsmøllen. Mazantigade fra forpagter Axel Christian Gerhard Mazanti, (1833-1889). Mazanti var selv medvirkede til anlægget af vejen i 1885.. Behrensvej er opkaldt i 1937 efter forpagter Vilhelm Behrens .